# ایوان لوپز مندوزا
ایوان لوپز مندوزا (اسپانیایی: Iván López Mendoza‎؛ زادهٔ ۲۳ اوت ۱۹۹۳) یک ورزشکار اهل اسپانیا است.
از باشگاه‌هایی که در آن بازی کرده‌است می‌توان به ژیرونا و باشگاه فوتبال لوانته اشاره کرد.